# Delphacodes lucticolor
Delphacodes lucticolor är en insektsart som först beskrevs av Sahlberg 1868.  Delphacodes lucticolor ingår i släktet Delphacodes och familjen sporrstritar. Inga underarter finns listade i Catalogue of Life.